# ペーローズドゥフト
ペーローズドゥフト（Perozdukht または Perozduxt）は5世紀末のサーサーン朝の王女。484年に父親のペーローズ1世（在位：459年 - 484年）がエフタルの支配者であるアフシュンワールの軍隊に敗れて戦死した際に捕らえられた。その後、ペーローズドゥフトはエフタルの宮廷に入り、エフタル王の娘を産んだ。この娘は後にペーローズ1世の息子であるカワード1世（在位：488年 - 496年、498/9年 - 531年）に嫁いだ。